# Паноптикон
Пано́птикон, пано́птикум (від дав.-гр. πᾶν — «все» і ὀπτικός — «зоровий») — проєкт режимної будівлі з такою системою контролю, за якої єдиний наглядач може непомітно спостерігати за всіма в'язнями одночасно. Ідея належить англійському філософу Джеремі Бентаму. 
В сучасній українській мові термін має значення музею, колекції різноманітних надзвичайних предметів (наприклад, воскових фігур, химерних живих істот тощо). У переносному розумінні — щось, що нагадує таке зібрання, зборище чогось неймовірного, страшного.

## Проєкт в'язниці Бентама

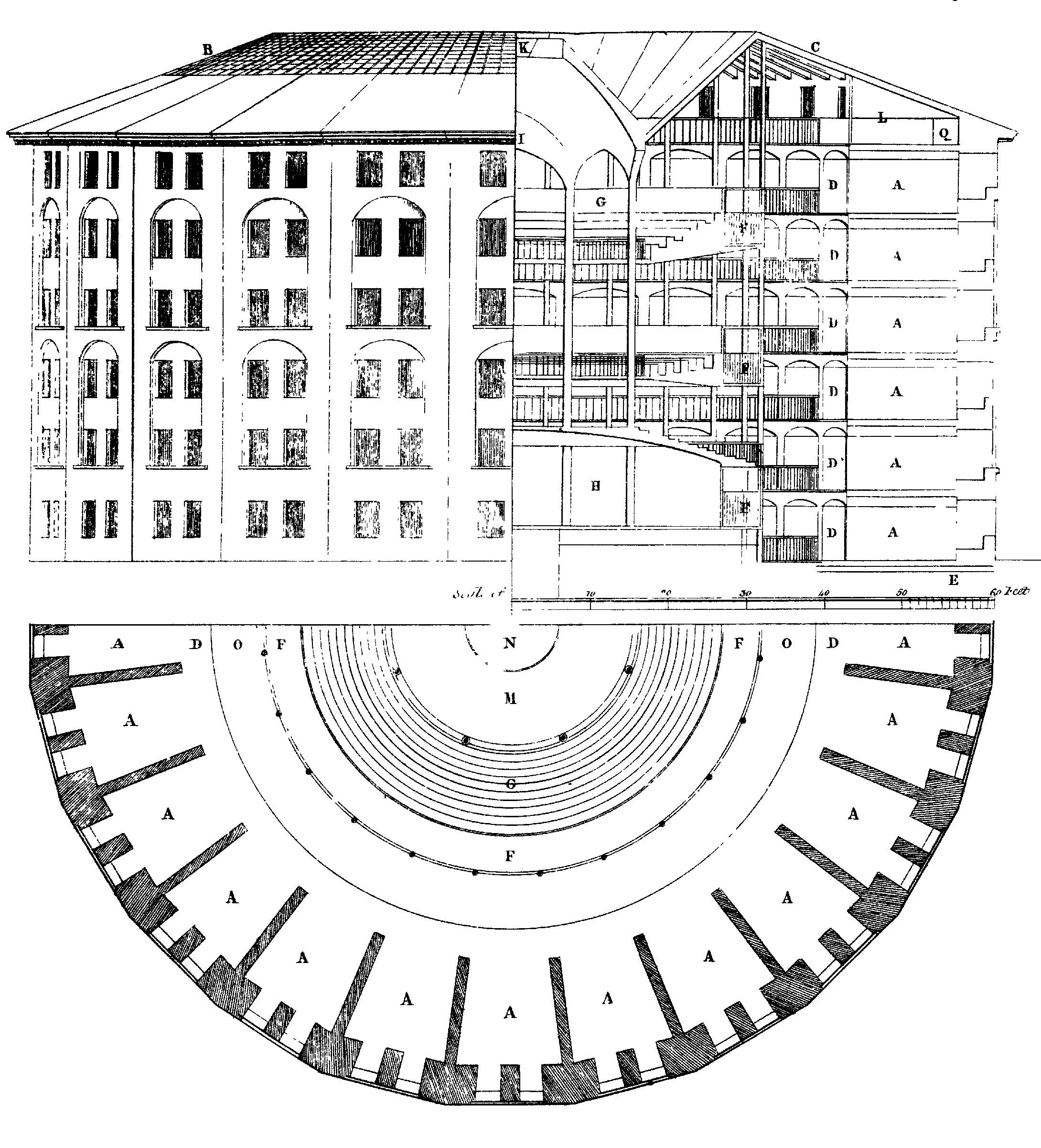
Креслення схеми Паноптикона Джеремі Бентама, 1791, виконано Віллі Ревелі.

Паноптикон — різновид тюремної будівлі, розроблений англійським філософом Джеремі Бентамом (англ. Jeremy Bentham) 1785 року. Концепція розробки полягає в тому, що наглядач має можливість спостереження (-оптикон) за всіма (-пан) ув'язненими, в той час, як ув'язнені не мають можливості з'ясувати, чи ведеться за ними спостереження.
Сам Бентам описував Паноптикум як «новий спосіб отримання влади одного розуму над іншим, без прикладів застосування понині». В іншому місці, а саме, у листі, він описує Паноптикум як «млин, що перемелює злодіїв на чесних людей».

## Виноски
1. ↑  Lang, Silke Berit. «The Impact of Video Systems on Architecture», дисертація, Swiss Federal Institute of Technology, 2004.
2. ↑  Bentham, Jeremy. Panopticon (Preface) [Архівовано 11 лютого 2004 у Wayback Machine.]. In Miran Bozovic (ed.), The Panopticon Writings, London: Verso, 1995, 29-95.
3. ↑  Bentham, Jeremy (1843), The Works, т. 10. Memoirs Part I and Correspondence, Liberty fund